# Louis Vuillemin
Ne doit pas être confondu avec Louis Vulliemin.
Louis Vuillemin est un compositeur, musicologue et chef d'orchestre français né à Nantes (Bretagne) le 19 décembre 1879 et mort à Paris le 1er avril 1929.
Musicologue, il est particulièrement célèbre pour ses ouvrages sur la musique française du début du XXe siècle. Inspiré tout autant par les grands noms de la musique française du XXe siècle que par sa Bretagne natale, il fondera avec ses amis Guy Ropartz, Paul Ladmirault et Maurice Duhamel l’Association des compositeurs bretons à Paris en 1912. Fait rare pour l'époque, il attribue à quelques-unes de ses pièces des titres en langue bretonne.

## Biographie
Baigné dès l'enfance dans un univers propice, Louis Vuillemin n'a pas laissé un large héritage, sa santé fragile l'ayant emporté trop tôt. Petit-fils du manufacturier nantais de piano Louis Didion (1832-1902), il suit de 1899 à 1904 les cours du Conservatoire de Paris, notamment dans la classe de composition de Gabriel Fauré. C'est surtout en tant que critique musical qu'il accède à la notoriété. Fin connaisseur du monde musical de son époque, la radio lui offre, comme à Paul Le Flem ou Jef Le Penven, une seconde vitrine pour exprimer sa passion.
Réel admirateur de Debussy et Ravel, sa musique est essentiellement constituée de mélodies et de pièces pour piano. Par amour de la poésie, il compose sur les œuvres d'auteurs qu'il admire (Charles Leconte de Lisle, René Fauchois, Edmond Haraucourt...). En 1912, il est l'un des premiers à adhérer à l’Association des compositeurs bretons à Paris. Mobilisé pendant la Première Guerre mondiale, les gaz asphyxiants affecteront durablement sa santé.

## Œuvres

### Symphoniques et opéras
- Danses de Sylla, suite pour orchestre, 1913
- Quatre danses, 1924
- Cortège d’athlètes, 1924
- Aubade, 1925
- En Kernéo, 1925
- Épilogue, 1928
- Les Pêcheurs en goguette, 1931

### Musique de chambre
- Deux pièces pour violoncelle, 1900
- Pour se distraire, 1908
- Trois bluettes faciles, 1908
- En Kernéo, 1922

### Pour piano
- Soirs armoricains, 1913-1918
- Quatre Valses légères, 1921
- En Kernéo, 1922
- Danse bucolique, 1922
- Trois préludes, 1948

Signalons, par ailleurs, la présence unique au disque (par la pianiste française Lydia Jardon) de Soirs armoricains, dont les différentes parties s'intitulent : Au large des clochers, Carillons dans la baie, Appareillage.

### Vocal et religieux
- Romance, 1898
- Adieu pastourelle, 1900
- Rondel sur une joueuse de flûte, 1904
- Chanson lasse pour voix et orchestre, 1904
- Les rêves, 1909
- Les Petiots pour voix et orchestre, 1909
- La route, 1910
- Crépuscule, 1912
- Pendant l’attente, 1912
- Rondels mélancoliques, 1913